# Dactylispa zumpti
Dactylispa zumpti es una especie de insecto coleóptero de la familia Chrysomelidae.

## Descripción
Fue descrita científicamente en 1940 por Uhmann.